# Louisville (Geòrgia)
Louisville és una població dels Estats Units a l'estat de Geòrgia. Segons el cens del 2000 tenia 2.712 habitants.

## Demografia
Segons el cens del 2000, Louisville tenia 2.712 habitants, 994 habitatges, i 664 famílies. La densitat de població era de 291,7 habitants/km².
Dels 994 habitatges en un 33,4% hi vivien nens de menys de 18 anys, en un 35,8% hi vivien parelles casades, en un 27,4% dones solteres, i en un 33,1% no eren unitats familiars. En el 31,4% dels habitatges hi vivien persones soles el 16,1% de les quals corresponia a persones de 65 anys o més que vivien soles. El nombre mitjà de persones vivint en cada habitatge era de 2,56 i el nombre mitjà de persones que vivien en cada família era de 3,22.
Per edats la població es repartia de la següent manera: un 28,2% tenia menys de 18 anys, un 8,3% entre 18 i 24, un 25,1% entre 25 i 44, un 19,9% de 45 a 60 i un 18,5% 65 anys o més.
L'edat mediana era de 37 anys. Per cada 100 dones de 18 o més anys hi havia 71,8 homes.
La renda mediana per habitatge era de 19.883 $ i la renda mediana per família de 32.578 $. Els homes tenien una renda mediana de 31.500 $ mentre que les dones 16.921 $. La renda per capita de la població era de 15.028 $. Entorn del 23,1% de les famílies i el 28,9% de la població estaven per davall del llindar de pobresa.

## Poblacions més properes
El següent diagrama mostra les poblacions més properes.